# Astacopsis
Az Astacopsis a felsőbbrendű rákok (Malacostraca) osztályának a tízlábú rákok (Decapoda) rendjébe, ezen belül a Parastacidae családjába tartozó nem.

## Rendszerezés
A nembe az alábbi 3 faj tartozik:
- Astacopsis franklinii (Gray, 1845)[1]
- Astacopsis gouldi Clark, 1936[2]
- Astacopsis tricornis Clark, 1936[3]